# Быков, Фёдор Ефимович
Фёдор Ефимович Быков (1741 — 1810) — пермский купец и общественный деятель, городской голова.
Когда в 1781 году было учреждено Пермское наместничество и губернский город Пермь, Фёдор Ефимович был одним из кандидатов на пост первого городского головы Перми, но победу одержал его соперник — Михаил Абрамович Попов. А Фёдор Ефимович занимал пост городского головы в 1784—1787 и 1807—1808 гг.
Племянник Фёдора Ефимовича, Николай Иванович Быков, также был городским головой в 1838—1841 гг.